# Fiménil
Fiménil is een gemeente in het Franse departement Vosges (regio Grand Est) en telt 195 inwoners (1999). De plaats maakt deel uit van het arrondissement Épinal.

## Geografie
De oppervlakte van Fiménil bedraagt 5,1 km², de bevolkingsdichtheid is 38,2 inwoners per km².
De onderstaande kaart toont de ligging van Fiménil met de belangrijkste infrastructuur en aangrenzende gemeenten.

## Demografie
Onderstaande figuur toont het verloop van het inwonertal (bron: INSEE-tellingen).